# Felipe Reyes
Felipe Reyes Cabanas (ur. 16 marca 1980 roku w Kordowie) – hiszpański koszykarz, grający na pozycji centra. Srebrny medalista olimpijski z Pekinu.
W seniorskiej koszykówce debiutował w CB Estudiantes pod koniec lat 90. W 2004 został koszykarzem lokalnego rywala - Realu. Z Królewskimi siedmiokrotnie został mistrzem Hiszpanii (2005, 2007, 2013, 2015, 2016, 2018, 2019), sześciokrotnie tryumfował w Pucharze Króla (2012, 2014, 2015, 2016, 2017, 2020), dwukrotnie wygrał Euroligę (2015, 2018) a w 2007 triumfował także w Pucharze ULEB. Wcześniej - w 2000 - z Estudiantes zdobył Puchar Hiszpanii. Po sezonie 2020/2021 zakończył koszykarską karierę, żegnając się z klubem 24 czerwca 2021.
Mierzący 206 cm wzrostu koszykarz w latach 2001-2016 był członkiem hiszpańskiej drużyny narodowej. Zdobył z nią złoty medal MŚ 06, wcześniej był w składzie na MŚ 2002, IO 2004 oraz kilkakrotnie brał udział w mistrzostwach Europy (brąz w 2001, srebro w 2003 i 2007). Sukcesy odnosił także w drużynach juniorskich i młodzieżowych.
Jego brat Alfonso Reyes również był koszykarzem, reprezentantem kraju.

## Osiągnięcia
Stan na 21 czerwca 2019

### Hiszpania
Drużynowe
- Mistrz:
  - Euroligi (2015, 2018)
  - Eurocup (2007)
  - Hiszpanii (2005, 2007, 2013, 2015, 2016, 2018, 2019)
- 2-krotny wicemistrz Hiszpanii (2012, 2014)
- 3. miejsce w Eurolidze (2019)
- Zdobywca:
  - Pucharu Hiszpanii (Pucharu Króla) (2000, 2012, 2014, 2015, 2016[2], 2017, 2020)
  - Superpucharu Hiszpanii (2012, 2013, 2014, 2018, 2019, 2020)
- Finalista:
  - pucharu Hiszpanii (2005, 2007, 2010, 2011, 2018, 2019, 2021)
  - Superpucharu Hiszpanii (2004, 2009)

Indywidualne
- MVP:
  - sezonu ACB (2009, 2015)
  - finałów ACB (2007, 2013)
- Największy postęp ligi hiszpańskiej (2000 według Gigantes del Basket)[3]
- 4-krotnie zaliczany do I składu ACB (2007–2009, 2015)
- 2-krotny uczestnik meczu gwiazd ACB (2001, 2003)
- Lider wszech czasów ligi hiszpańskiej w liczbie zbiórek (stan na koniec sezonu 2018-19)[4]

### Reprezentacja
Seniorów
- Mistrz:
  - świata (2006)
  - mistrz Europy (2009, 2011, 2015)
- Wicemistrz:
  - olimpijski (2008, 2012)
  - Europy (2003, 2007)
- Brązowy medalista:
  - mistrzostw Europy (2001)
  - olimpijski (2016)[5]

Młodzieżowe
- Mistrz:
  - Europy U–18 (1998)
  - świata U–19 (1999)
- Brązowy medalista mistrzostw Europy U–20 (2000)